# Husdjur

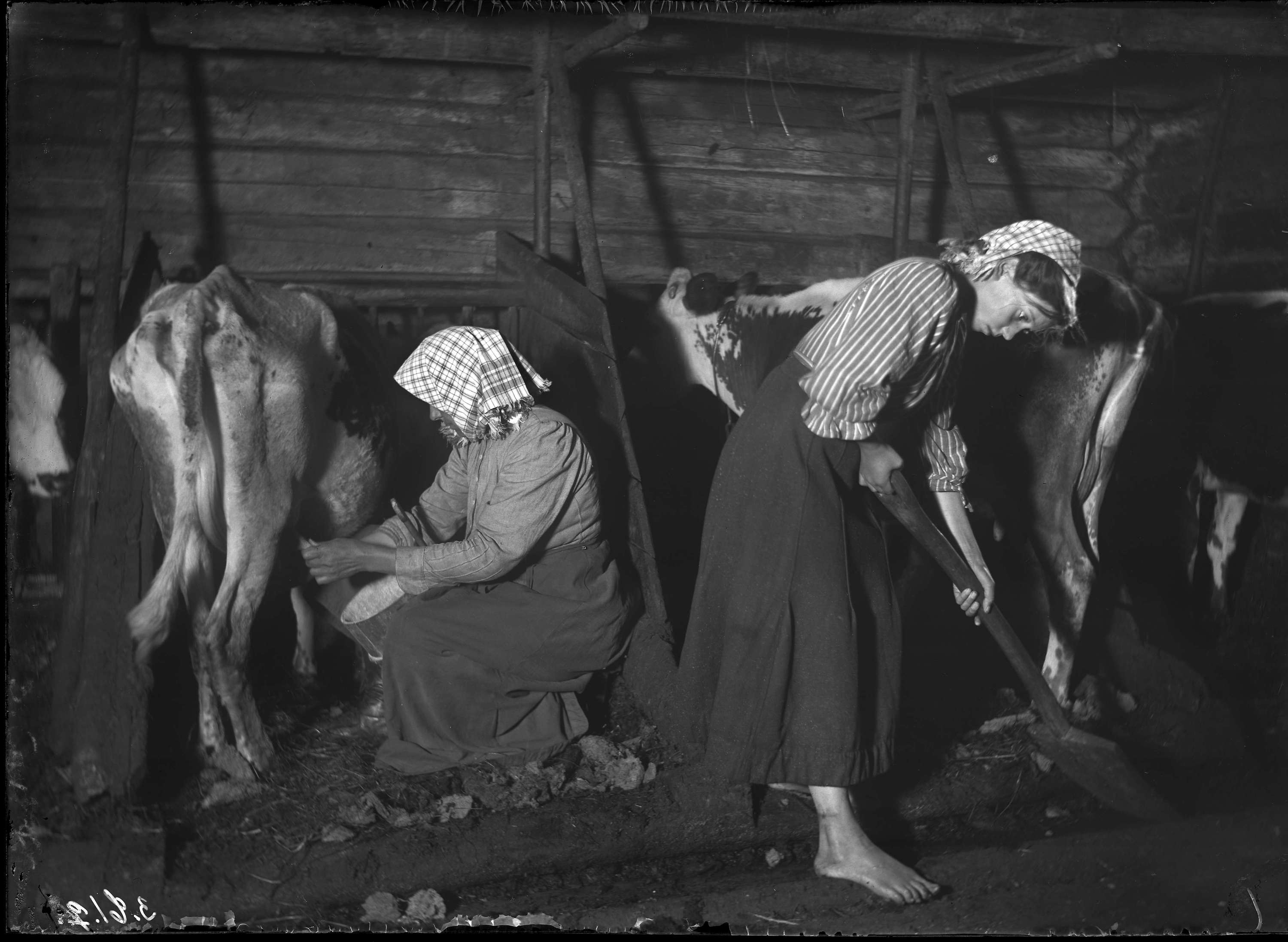
Boskapsskötsel i ladugård i Mangskogs socken i Värmland 1911.

Husdjur är de djur som människan tagit under sin vård och skötsel och som regelbundet fortplantar sig i tamt tillstånd och låter underkasta sig en med konst ledd förädling. I mera inskränkt bemärkelse menas med husdjur endast sådana djur som står i ett mera direkt samband med jordbruket och vilka människan tagit i sin tjänst för nyttiga ändamål. Från de egentliga husdjuren brukar man utesluta sällskapsdjuren.
Djurskötselns syfte är främst produktion av livsmedel eller andra varor, men kan även vara forskning, naturskydd eller annat. 
Till husdjur i vidsträcktare bemärkelse räknas bland däggdjuren hovdjuren häst och åsna, svin, nötkreatur, zebu, jak och buffel, får, get, ren, kamel, lama och alpacka, vidare kanin tillhörande Hardjuren, samt rovdjuren hund och katt. Bland fåglarna förekommer som husdjur svan, gås, anka, höns, påfågel, pärlhöns, kalkon, duva och struts. Insekterna bi och silkesfjäril räknas även som husdjur.

## Husdjursbestånd
Nedan redovisas en tabell över världens bestånd av får, nötkreatur, svin och getter i miljontals individer.
| Djurslag   | 1961-65 | 1975  | 1985  | 1995  | 2005  |
| ---------- | ------- | ----- | ----- | ----- | ----- |
| Får        | 1 015   | 1 043 | 1 084 | 1 041 | 1 081 |
| Nötkreatur | 988     | 1 201 | 1 178 | 1 251 | 1 355 |
| Svin       | 531     | 686   | 794   | 899   | 960   |
| Getter     | 376     | 383   | 462   | 641   | 807   |